# 국가 올림픽 위원회 연합

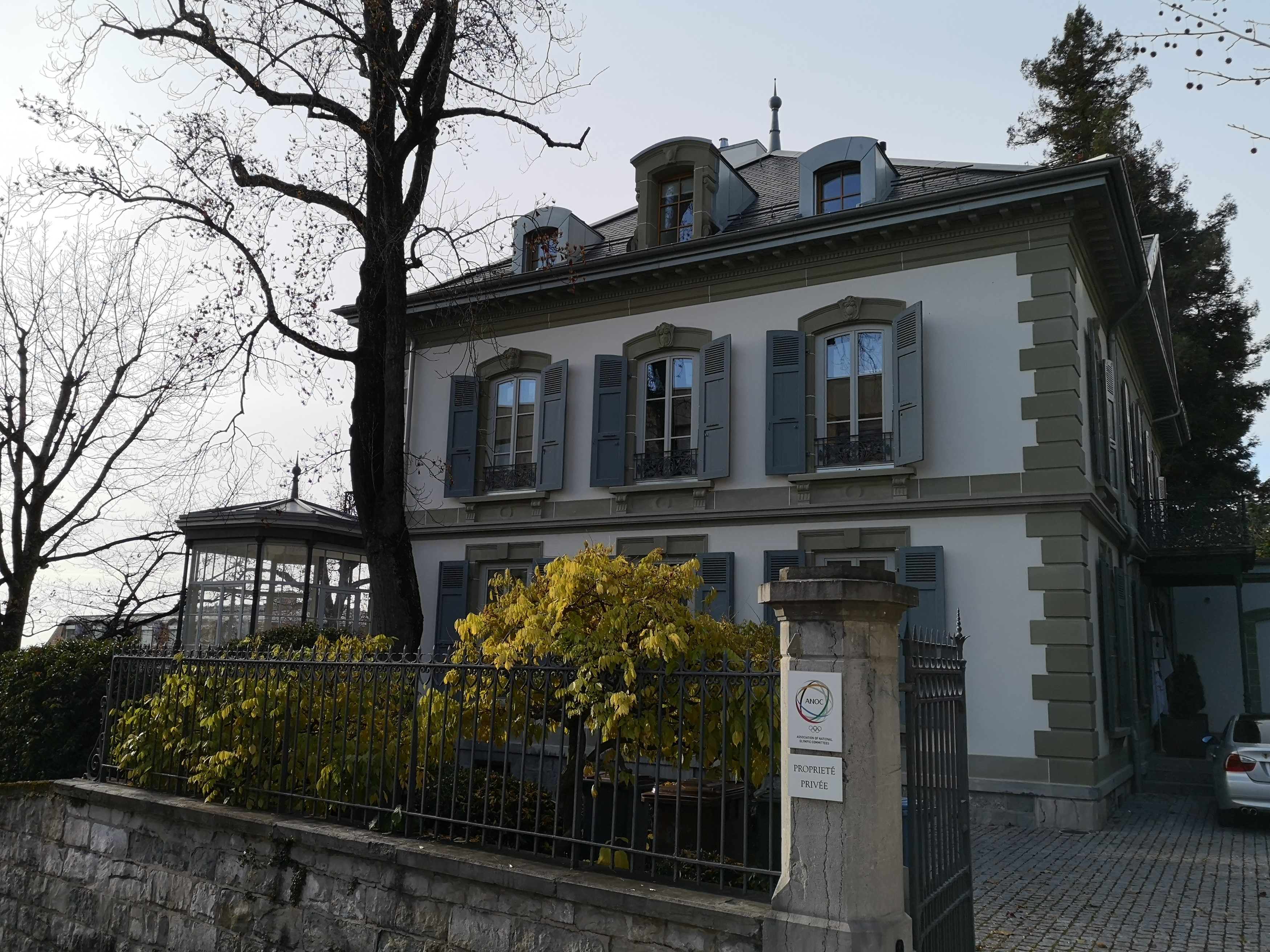
로잔에 위치한 본부

국가 올림픽 위원회 연합(Association of National Olympic Committees, ANOC)은 국제 올림픽 위원회(IOC)에 가맹한 현재 206개의 국가 올림픽 위원회(NOC)를 연계하는 국제 기구이다.
국제 올림픽 위원회에 가맹되지 않았으나 대륙 연합회에 가맹한 8개 국가 올림픽 위원회가 이 국가 올림픽 위원회 연합에 속해 있다.

## 멤버
- 아프리카: 아프리카 국가 올림픽 위원회 연합(ANOCA)
- 아메리카: 범아메리카 스포츠 기구(PASO)
- 아시아: 아시아 올림픽 평의회(OCA)
- 유럽: 유럽 올림픽 위원회(EOC)
- 오세아니아: 오세아니아 국가 올림픽 위원회(ONOC)

## ANOC 회장
1. Mario Vázquez Raña (멕시코, 1979년 6월 26일 ~ 2012년 4월 13일)
2. 아흐마드 알파하드 알아흐메드 알사바 (쿠웨이트, 2012년 4월 13일 ~ 현재)